# Högskolan i Skövde
Högskolan i Skövde (HS) är en svensk statlig högskola i Skövde. Den har 11 558 registrerade studenter (2024) och 437 helårsanställda (2024). Den studentkår som är knuten till lärosätet är Studentkåren i Skövde. Högskolan ligger samlad i centrala Skövde på ett Campus i direkt närhet till resecentrum, kårhuset och de flesta studentbostäder som till exempel Skrapan.

## Institutioner
- Institutionen för hälsovetenskaper
- Institutionen för handel och företagande
- Institutionen för biovetenskap
- Institutionen för ingenjörsvetenskap
- Institutionen för informationsteknologi

Högskolan i Skövde erbjuder 31 grundutbildningsprogram, 25 program på avancerad nivå (magister- master och specialistprogram för sjuksköterskor, 255 fristående kurser, och 2 basårsprogram.

## Historik

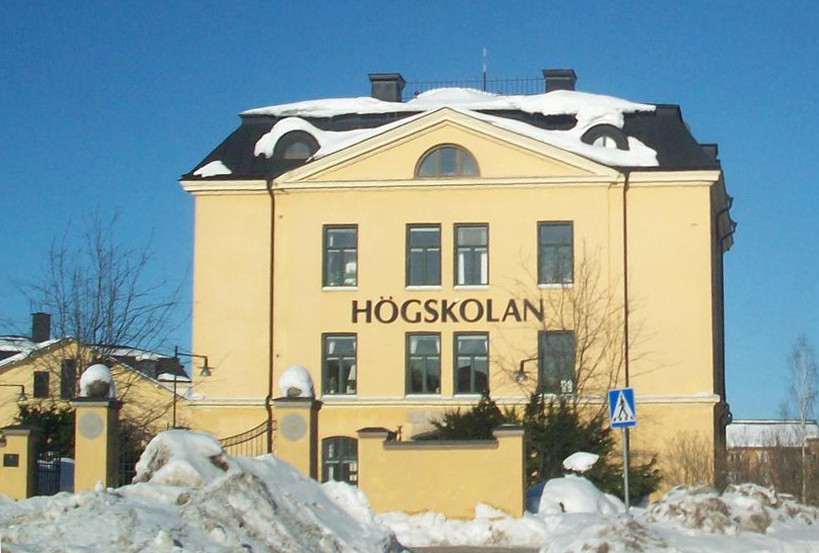
Högskolans huvudbyggnad.

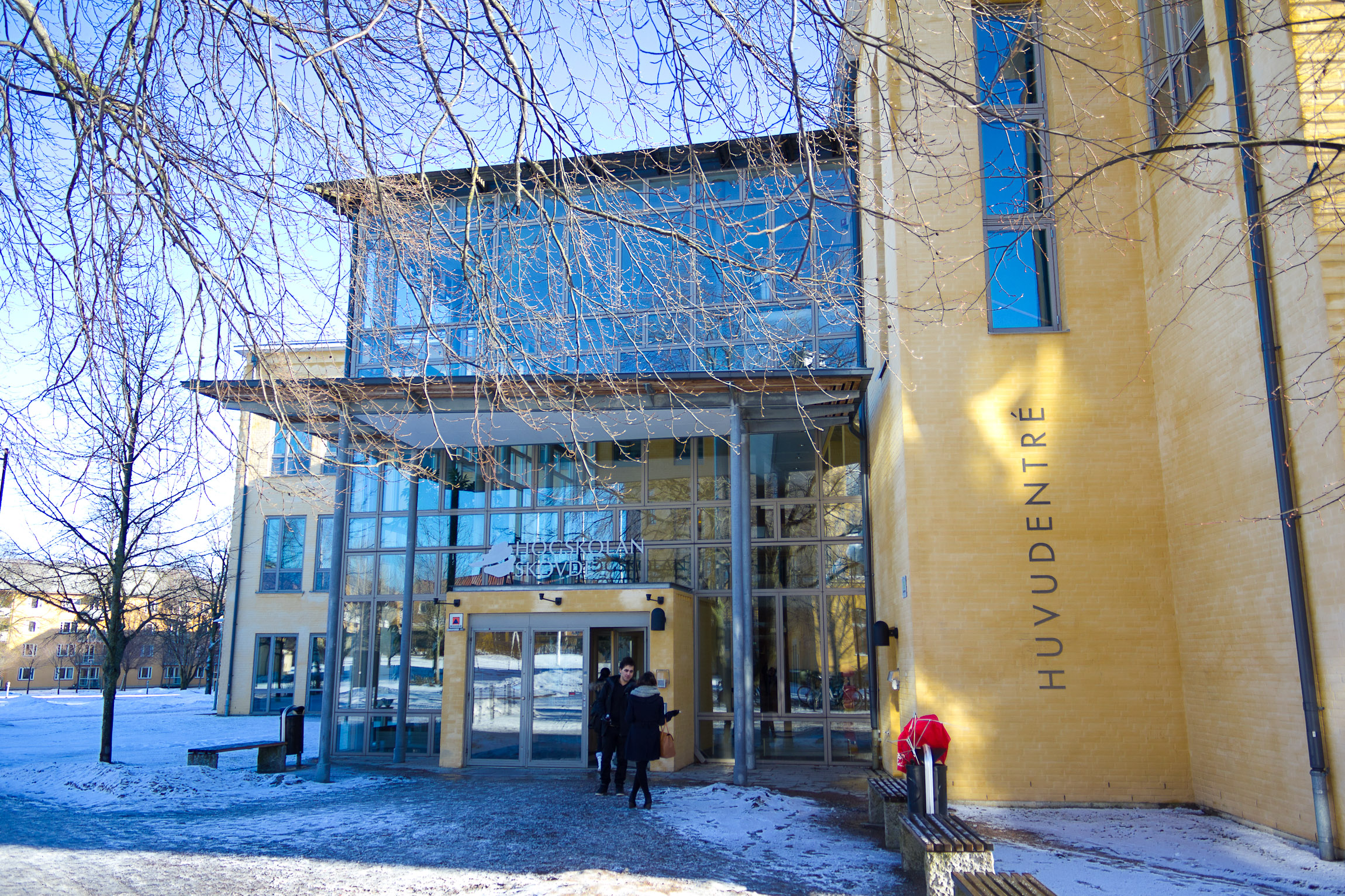
Huvudentré.

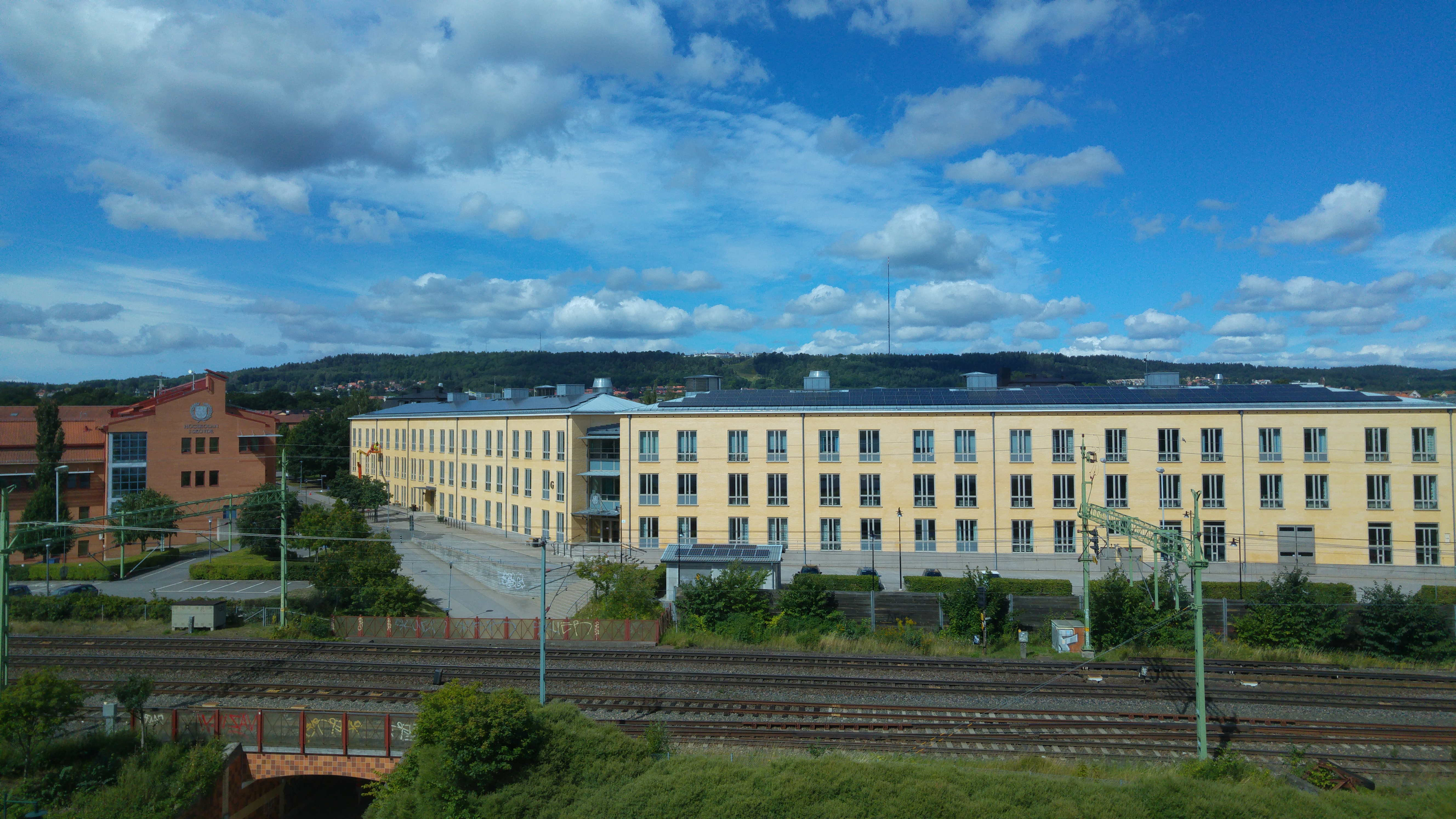
Hus E (vänster) och G (höger) på högskolans campus.

Högskolan i Skövde grundades efter ett riksdagsbeslut 1977. Beslutet innebar att en interimsstyrelse skulle bildas för högskoleutbildning i Skövde. Styrelsens uppgift var att på eget ansvar bedriva högskoleutbildningen i Skövde och tilldelades för detta en egen budget. Samtidigt skulle grunden för högskoleverksamhet läggas. Under högskolans första år fanns det ca 300 platser för helårsstudier.
I början av 1980-talet utökades den tidigare ekonomiprofilen som högskolan haft med områdena teknik och datavetenskap. I detta skede började nuvarande Högskolan i Skövde ta form. Den 1 juli 1983 fick verksamheten sin officiella högskolestatus samtidigt som Lars-Erik Johansson utnämndes till högskolans förste rektor. Samma år hade högskolan cirka 600 platser för helårsstudier.
När högskolan bildades 1977 förlades dess verksamhet till lokaler som hyrdes genom Byggnadsstyrelsen. Från budgetåret 1985/1986 kom en betydande del av högskolans verksamheten att flyttas över till lokaler som åren 1905–1984 utgjorde kasernetablissement till Göta trängregemente. I februari 1986 påbörjades en större ombyggnad av kasernetablissementet för att moderniseras och anpassas efter högskolans behov. Under 1990-talet fortsatte högskolan att utvidga sina utbildningsområden. Nya lokaler byggdes i form av Hus E, Biblioteket och Hus D för att möta högskolans snabba expansion.

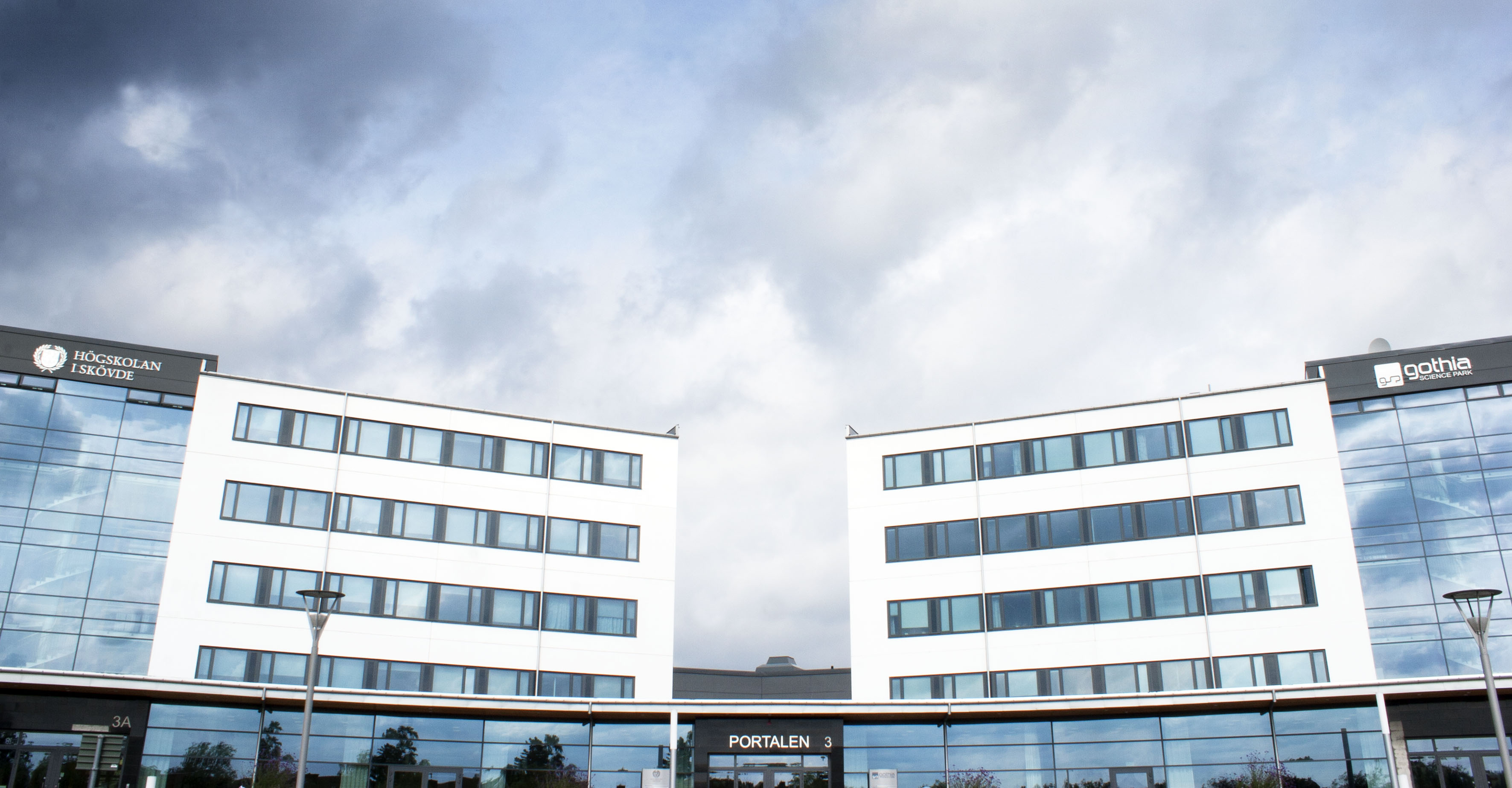
Portalen

År 1999 integrerades den tidigare Hälsohögskolan Väst i Skövde med Högskolan i Skövde och på så sätt utökades skolan med ytterligare ett utbildningsområde. Samma år stod Hus G färdigt som än idag är högskolans största byggnad. I samband med upprättande av Hus G färdigställdes även Kampanilen som en klockstapel centralt placerad på campusområdet.
År 2001 tillträdde Leif Larsson som rektor. Den avgående rektorn Lars-Erik Johansson hade då varit rektor sedan skolan fått högskolestatus 18 år tidigare. Vid denna tid hade högskolan cirka 4 000 platser för helårsstudier och cirka 400 anställda lärare och administrativ personal.
Idag används fortfarande de gamla lokalerna men nu är största delen av högskolan belägen i moderna lokaler som ligger strax intill Västra stambanan, nära centrum, till exempel Portalen.
Idag har Högskolan i Skövde utbildning på grundnivå (kandidat), avancerad (magister och master) samt forskarnivå (licentiat och doktor). Den egna forskarutbildning har två inriktningar: Hälsa i det digitala samhället och Informationsteknologi. Forskarutbildning sker också i samverkan med andra lärosäten. Högskolan är allmänt känd för sina dataspelsutbildningar som rekryterar studenter från hela Sverige. Högskolan i Skövde ingår också i europauniversitetet INGENIUM tillsammans med ytterligare nio europeiska lärosäten.
I februari 2025 utsågs Simone Giertz, uppfinnare och robot-entusiast, till hedersdoktor i informationsteknologi vid Högskolan i Skövde. 

## Rektorer
- 1983 – 2001 Lars-Erik Johansson
- 2001 – 2010 Leif Larsson
- 2010 – 2016 Sigbritt Karlsson
- 2017 – 2022 Lars Niklasson
- 2023 – Muriel Beser Hugosson

## Utmärkelser

### Europamästare i entreprenörskap
Skövde kommun är Europamästare i entreprenörskap. Kommunen har tilldelats European Enterprise Awards 2009 för att i samarbete med Gothia Science Park och Högskolan i Skövde ha byggt upp en miljö som stödjer utveckling av nya innovationer och nya tillväxtföretag.

### Årets studentstad 2025
Sveriges förenade studentkårer (SFS) har utsett Skövde till Årets studentstad 2025. Utmärkelsen motiveras bland annat med Högskolan i Skövdes gemensamma arbete tillsammans med Skövde kommun och Studentkåren i Skövde, för att aktivt integrera nya studenter i både det sociala och akademiska livet. Också den förbättrade bostadssituationen nämns, liksom de möjligheter som Sweden Game Arena samt karriärmässan Framtid innebär för studenter och näringsliv.
Högskolan i Skövde har fått utmärkelsen SFS Studentstad 08/09. Motiveringen lyder "För sina tydliga visioner med studenten i fokus tillsammans med en stark entusiasm tilldelas Skövde utmärkelsen SFS studentstad 2008/09."

## Studentinflytande
Studentkåren i Skövde har sedan 1983 bedrivit utbildningsbevakning och arbetat för ett rikt socialt vid för studenterna vid Högskolan i Skövde. Numera bedriver Studentkåren i Skövde utbildningsbevakning, arbetar för en bra studiemiljö samt för bra koppling mellan studenter och arbetsliv. Studentkåren jobbar även för att det ska finnas ett bra socialt liv för studenter utanför studierna. Studentkåren arrangerar bland annat den årliga arbetsmarknadsmässan Framtid och driver Kårhuset Boulogner och den verksamhet som finns där.
Sköekon (Skövde Ekonomerna) är en förening som bildades 1988 på Högskolan i Skövde och hade då som syfte att främja studenter inom studentkåren. Sedan 1991 har föreningen verkat utanför studentkåren och är därmed en så kallad fristående förening. Idag finns Sköekon för alla ekonomstudenter på högskolan och arbetar aktivt för att skapa en så givande och rolig tid som möjligt för dem. Verksamheten utgörs av en mängd olika studiesociala evenemang och aktiviteter .

## Personer som studerat här
- Erik Ekstrand (Tv-profil)
- Mackan Edlund (Tv-profil)
- Martin Hansson (konstnär)
- Alain Darborg (filmregissör)
- Lars Elinderson (politiker)
- Anna-Klara Mehlich (författare)

Se även: Personer verksamma vid Högskolan i Skövde